# Valentin de Boulogne
Valentin de Boulogne, döpt 3 januari 1594 i Coulommiers i Île-de-France, död 19 augusti 1632 i Rom, var en fransk barockkonstnär. 
Valentin de Boulogne var framförallt verksam i Italien. Från 1620 var han bosatt i församlingen Santa Maria del Popolo tillsammans med Gerard Douffet och skulptören David de La Riche. Han studerade för Simon Vouet där han kom i kontakt med Caravaggios och Bartolomeo Manfredis arbeten. Han räknas som en caravaggisti vars konst utmärks av kraftiga kontraster mellan ljus och dunkel, så kallad chiaroscuro.
Valentin de Boulogne sägs ha dött efter att berusad badat i den iskalla Fontana del Tritone på Piazza Barberini. Pietro Francavilla och Nicolas Tournier studerade för Valentin de Boulogne. 

## Bildgalleri

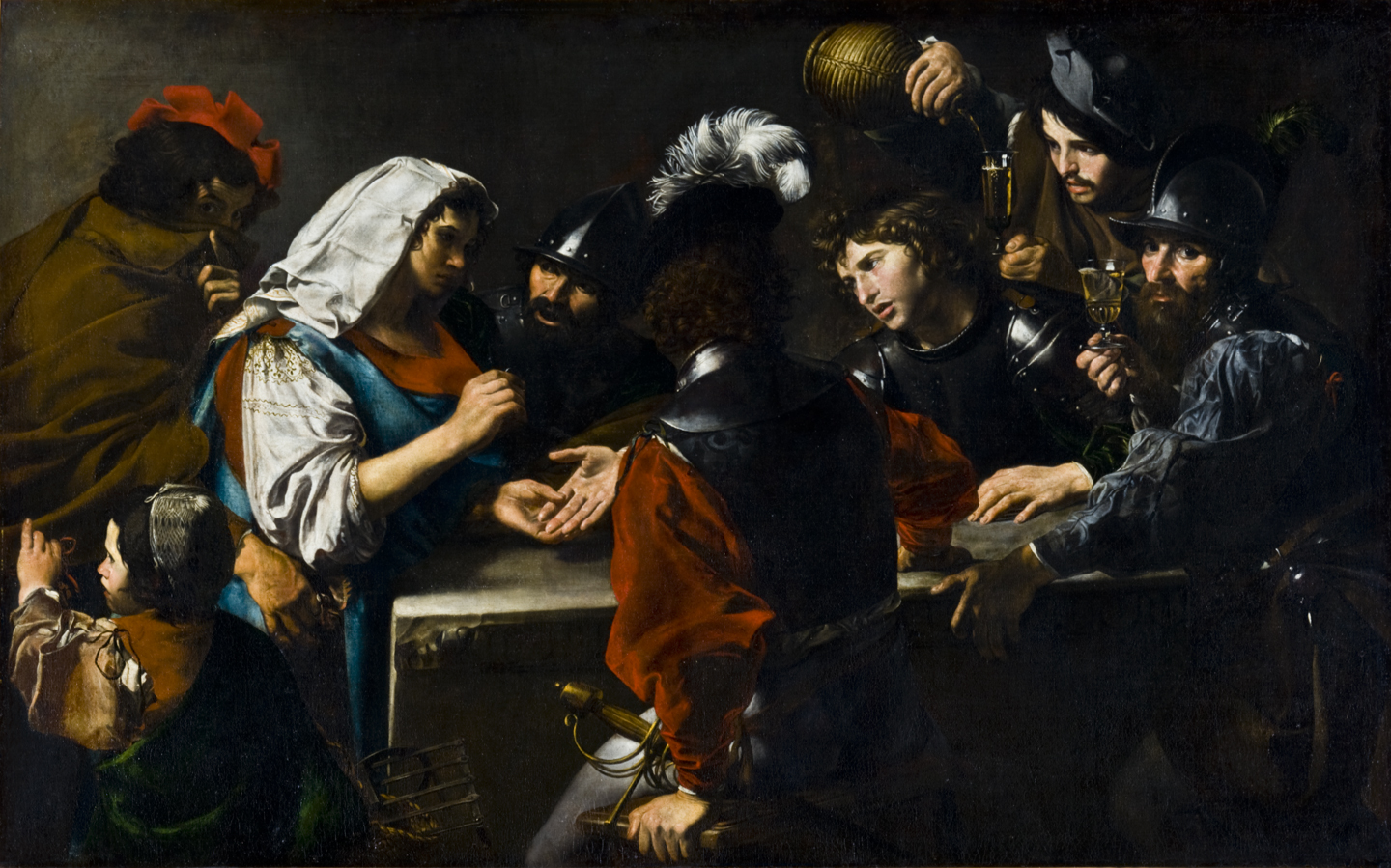
Spåkvinnan (cirka 1620), Toledo Museum of Art i Ohio.
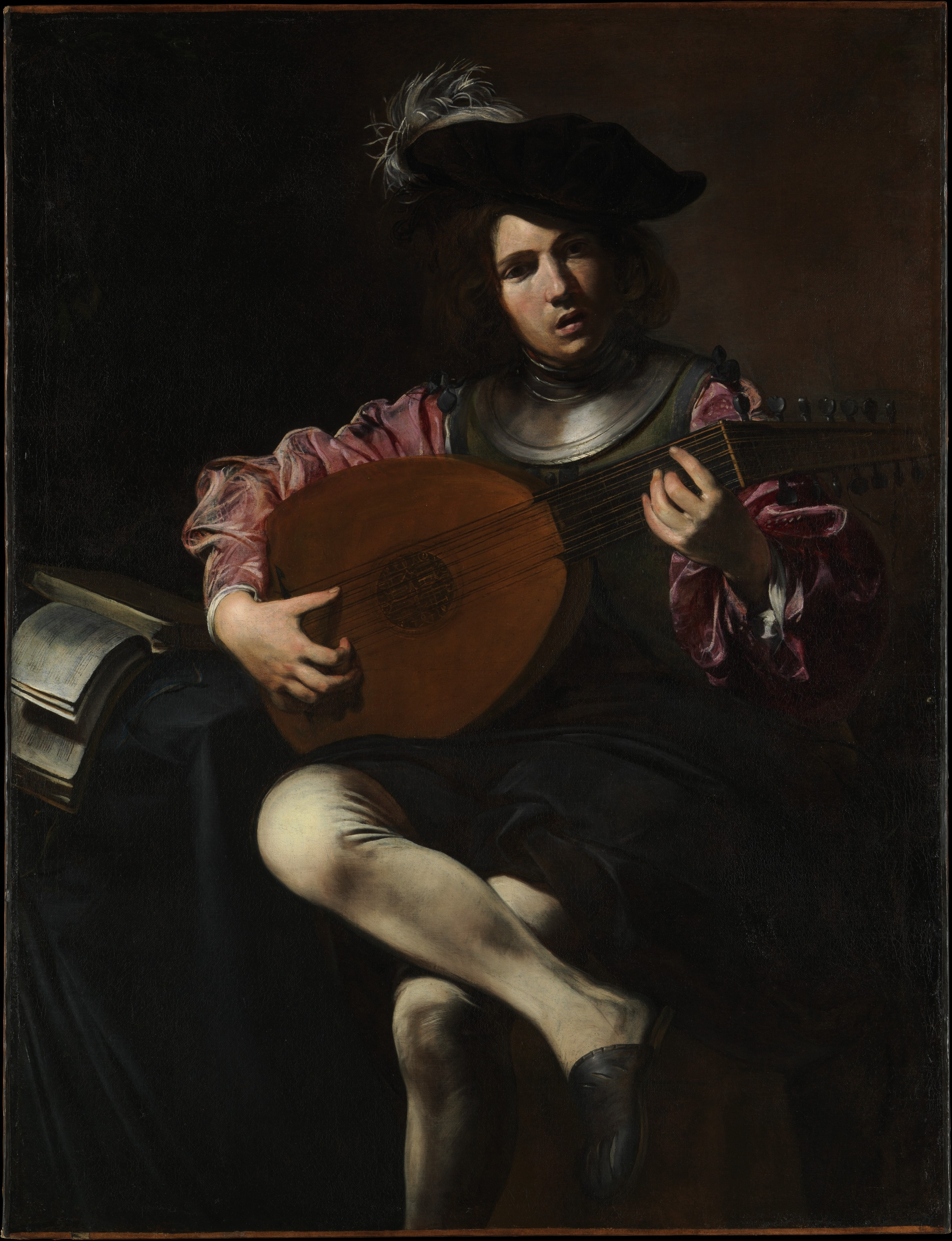
Lutspelaren (1625–1626), Metropolitan Museum of Art.
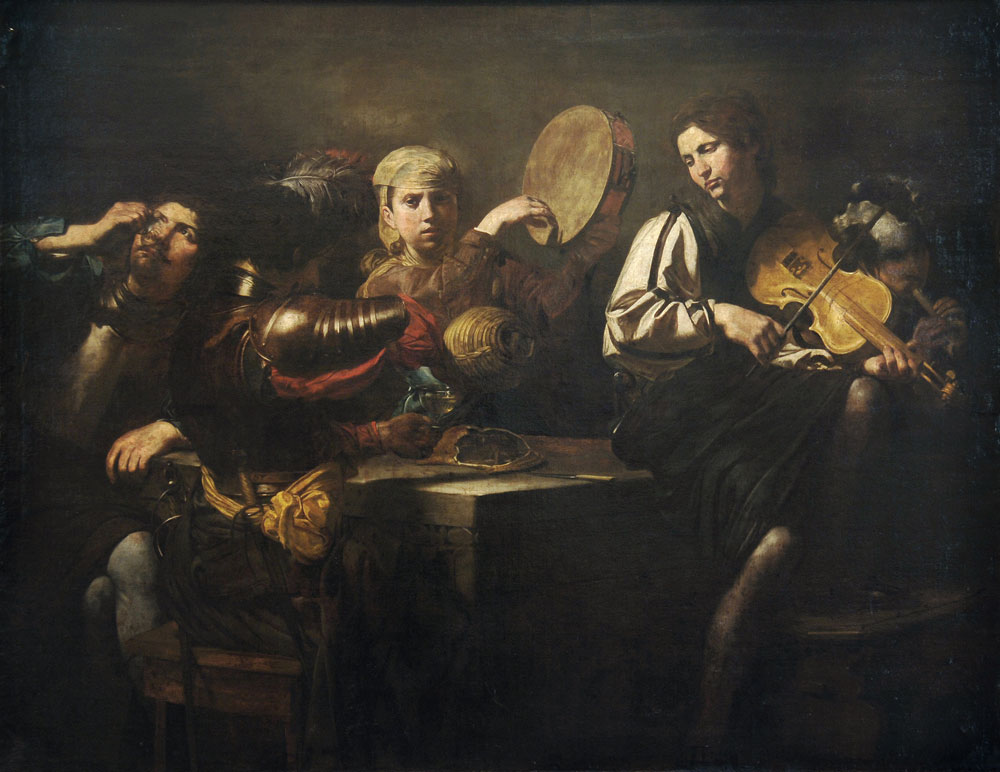
Musikanter och soldater (1626), Musée des Beaux-Arts de Strasbourg